# Nieuw-Engelse aster
De Nieuw-Engelse aster (Symphyotrichum novae-angliae, synoniem: Aster novae-angliae) is een vaste plant uit de composietenfamilie (Asteraceae). De plant is afkomstig uit Noord-Amerika en Canada en in Nederland verwilderd. De Nieuw-Engelse aster wordt als sierplant gebruikt. Het aantal chromosomen is 2n=10 
De polvormende plant wordt 30-120 cm hoog, heeft één tot vijf stengels en een dikke, houtachtige vertakte caudex of een korte, vlezige wortelstok met verdikte gedeelten. De één tot vijf rechtopstaande stengels zijn licht tot donkerbruin en vaak is het bovenste gedeelte licht purper gekleurd. Bovenaan is de stengel spaarzaam met borstelige of met dunne haren bezet en onderaan zitten meer of minder, gesteelde klierharen. De zittende bladeren zijn licht- tot donkergroen, dun en vaak stijf. Het blad is spaarzaam, ruw behaard en heeft een gave of getande, gewimperde bladrand. De onderste, drienervige, meestal spatelvormige, soms omgekeerd-lancetvormige bladeren hebben een brede basis en een spitse top. Ze zijn 2-6 cm lang en 5-15 mm breed. De middelste, langwerpige of lancetvormige bladeren zijn 5-10 cm lang en 5-20 mm breed en hebben een oortjesachtige basis. Ook op deze bladeren zitten gesteelde klierharen. De bovenste, omgekeerd lancetvormige stengelbladeren zijn 3-8 cm lang en 6-15 mm breed en hebben ook een oortjesachtige basis. Ook op deze bladeren zitten gesteelde klierharen.
De tweeslachtige, donkerroze of donkerpaarse, zelden bleekroze of witte, 2-4 cm grote bloemen bloeien van augustus tot november. De bloeiwijze is pluimvormig met vaak vele dicht op elkaar staande zijtakken. Onder het bloemhoofdje zitten één tot vier smal lancetvormige of liniaalvormige schutbladen, die ook bezet zijn met kort gesteelde klierharen. De steel van het bloemhoofdje is 0,3-4 cm lang en is dicht bezet met korte klierharen. Het 7-9 mm grote omwindsel is klokvormig tot halfrond en heeft 3-5 rijen, donkergroene tot purperen omwindselbladen, die een dicht behaarde rand hebben. De buitenste omwindselbladen zijn bladvormig. Alleen de buitenste schutbladen zijn dicht bezet met gesteelde klierharen. De middelste en binnenste omwindselbladen zijn liniaal-lancetvormig en is het onderste derde deel tot de helft droog vliezig. Het hoofdje heeft 50-75 lintbloemen en 50-110 buisbloemen. De lintbloemen zijn 9-13 mm lang en 0,8-1,3 mm breed. De 4,5-5,5 mm lange buisbloemen zijn in het begin lichtgeel en verkleuren later naar paars. De kroonbuizen van de buisbloemen vormen na ongeveer de helft van hun lengte een smalle, trechtervormige, kale tot dun behaarde keel. De buisbloemen hebben vijf driehoekige, 0,4-0,7 mm grote lobben. Het vruchtbeginsel is onderstandig.
De vrucht is een bleekpaarse of bruine of paars, langwerpige of omgekeerd kegelvormige, 1,8-2,5 mm lang en 0,6-1 mm dik, niet afgeplat nootje met 7-10 dicht zijdeachtig behaarde ribben. Ook zijn er enkele, gesteelde klierharen aanwezig. De 4,5–6 mm lange pappus is geelbruin en heeft soms een roze voet.

## Verspreiding
De plant groeit op vochtige, voedselrijke, niet zure, zandige of kleiachtige plaatsen. Een zonnige plaats, hooguit halfschaduw, is iets waar de plant de voorkeur aan geeft.

## Tuin
Van deze plant zijn verschillende cultivars gekweekt.
De plant bloeit in de herfst, maar is niet geschikt om als snijbloem gebruikt te worden. Na enkele jaren kan het raadzaam zijn dikke groepjes te splitsen of uit te dunnen.
Enkele cultivars zijn:
- Symphyotrichum novae-angliae 'Abendsonne' Paarsroze
- Symphyotrichum novae-angliae 'Andenken an Alma Pötschke' Warmroze
- Symphyotrichum novae-angliae 'Andenken an Paul Gerber' Roze
- Symphyotrichum novae-angliae 'Annabelle de Chazal Roze
- Symphyotrichum novae-angliae 'Barr's Blue' Blauw
- Symphyotrichum novae-angliae 'Barr's Pink' Roze
- Symphyotrichum novae-angliae 'Harrington's Pink' Roze
- Symphyotrichum novae-angliae 'Herbstschnee' Wit
- Symphyotrichum novae-angliae 'James Ritchie' Roodeoze
- Symphyotrichum novae-angliae 'Purple Dome' Paars
- Symphyotrichum novae-angliae 'Rosa Sieger' Roze
- Symphyotrichum novae-angliae 'Rubinschatz' Roodpaars
- Symphyotrichum novae-angliae 'Rudelsburg' Paarsrood
- Symphyotrichum novae-angliae 'Septemberrubin' Purperrood
- Symphyotrichum novae-angliae 'Vibrant Dome' Tozerood
- Symphyotrichum novae-angliae 'W. Bowman' Blauwviolet

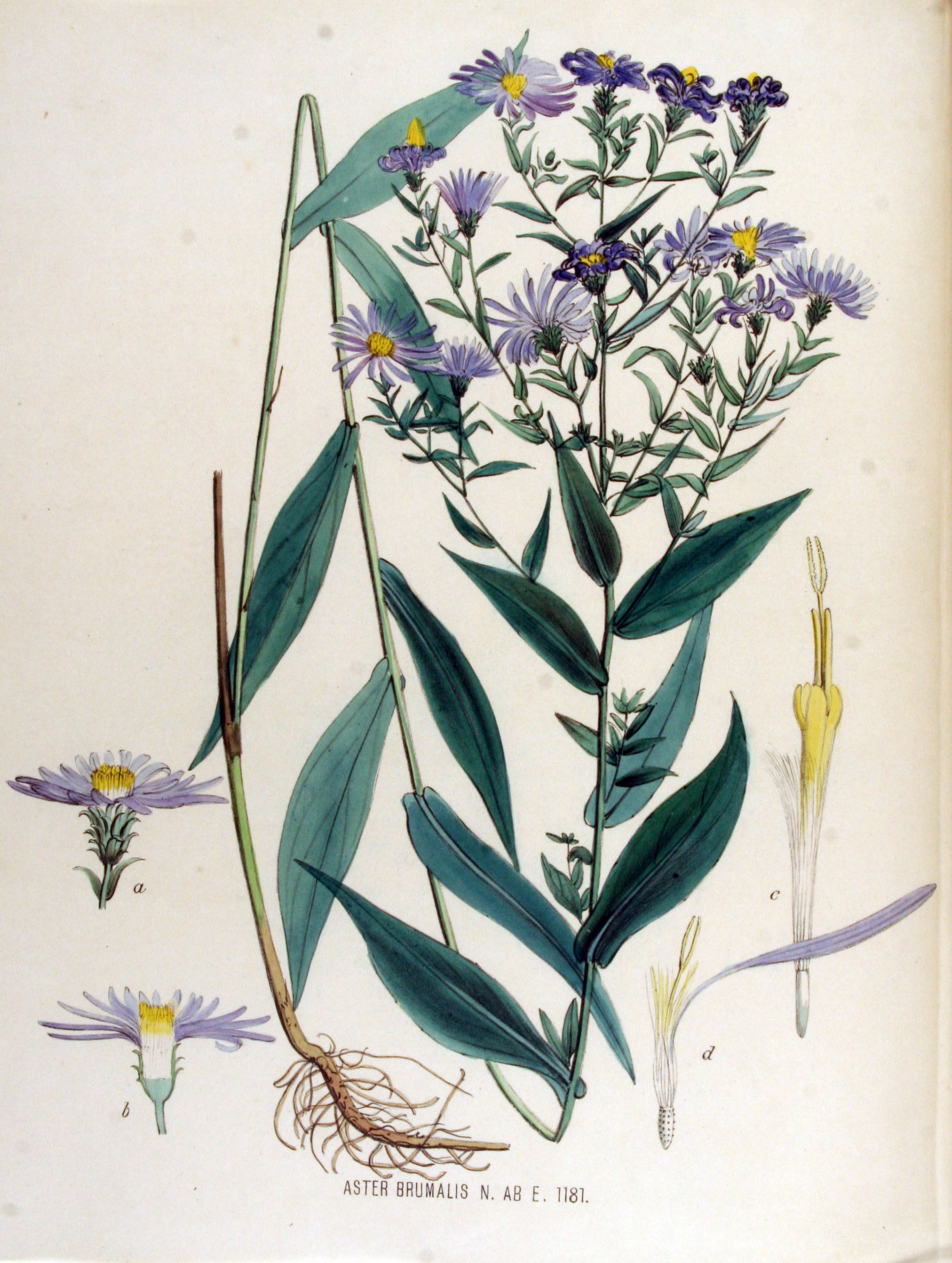
Illustratie uit Flora Batava
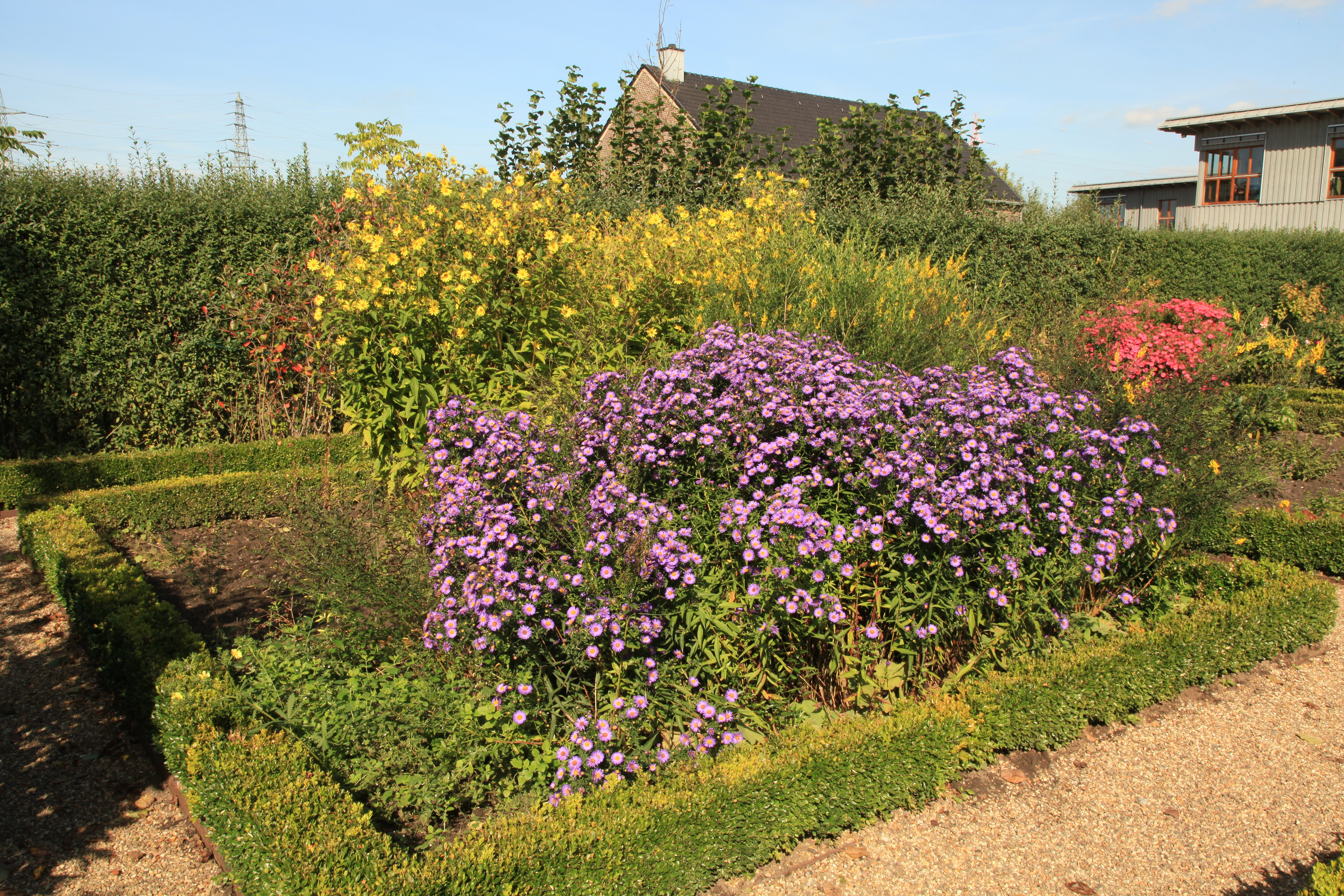
Plant
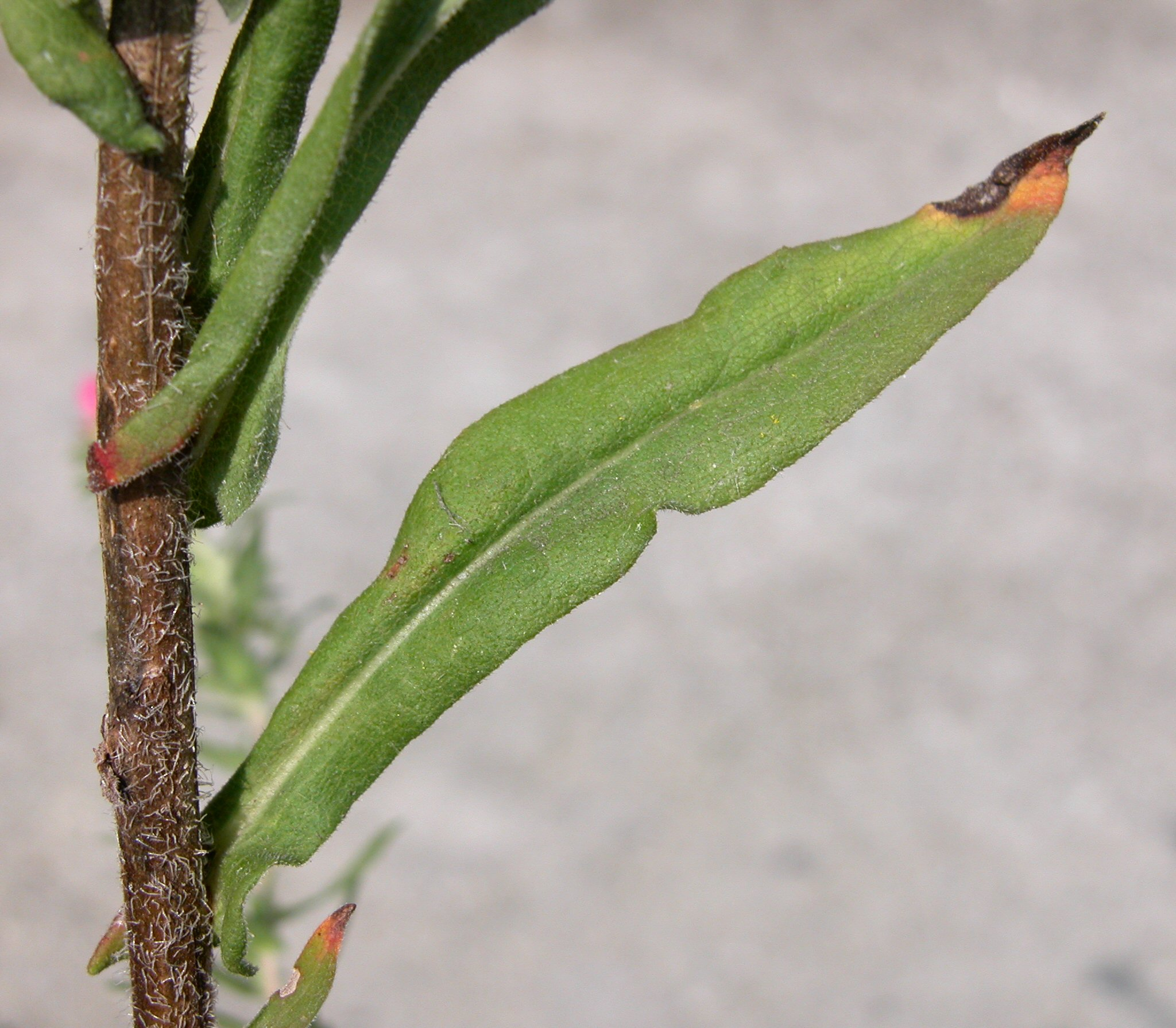
Stengel
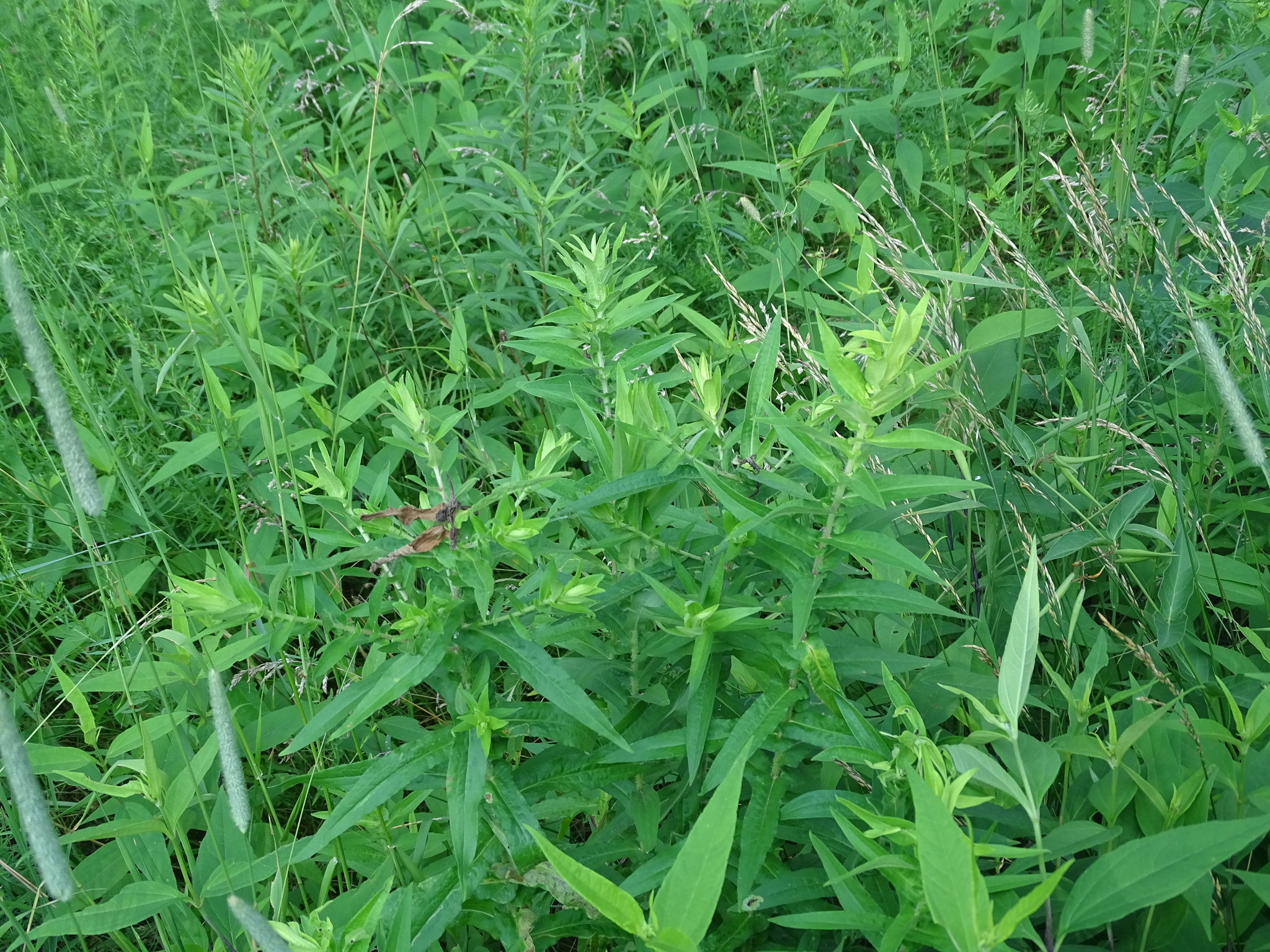
Bladeren
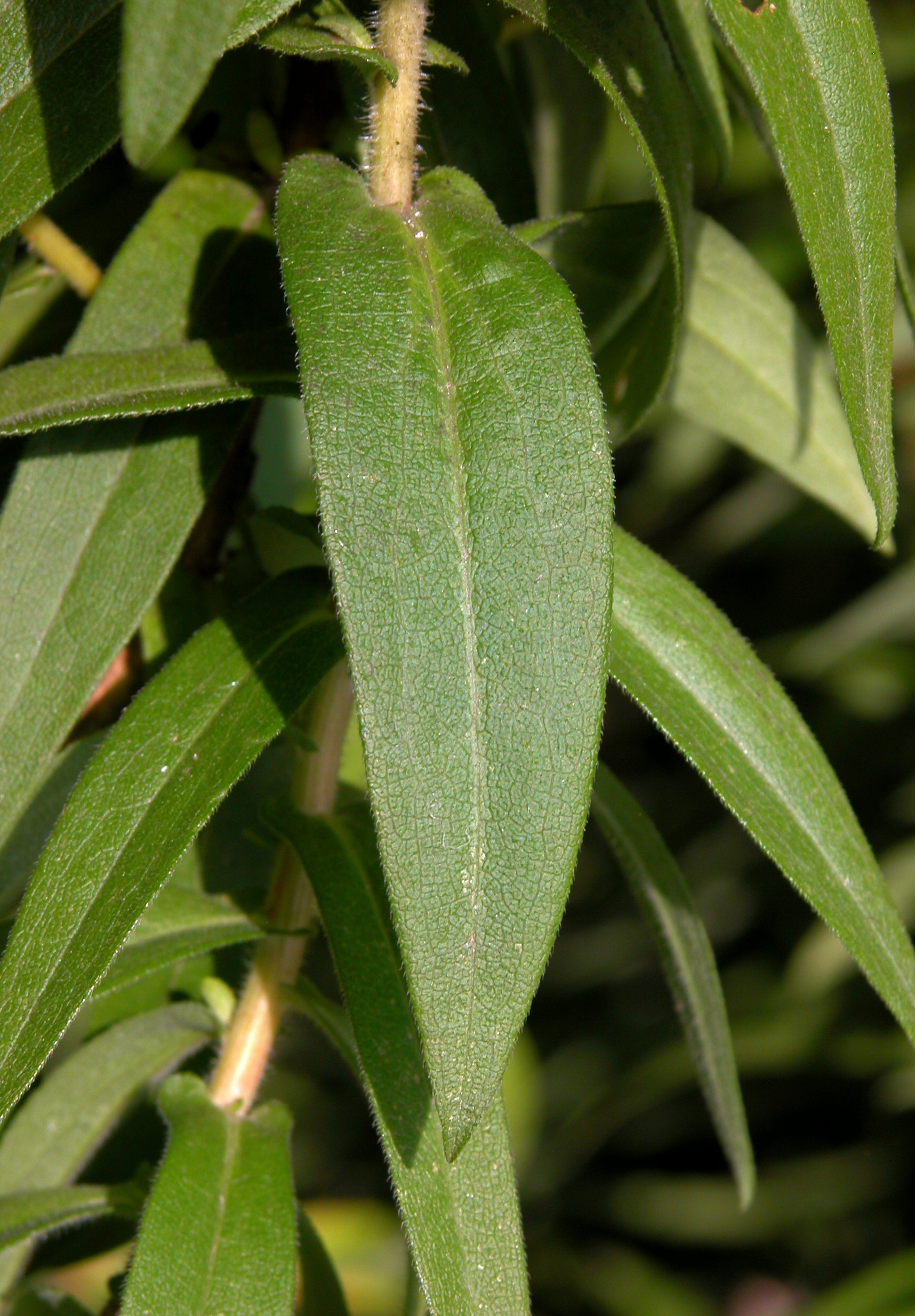
Stengelblad
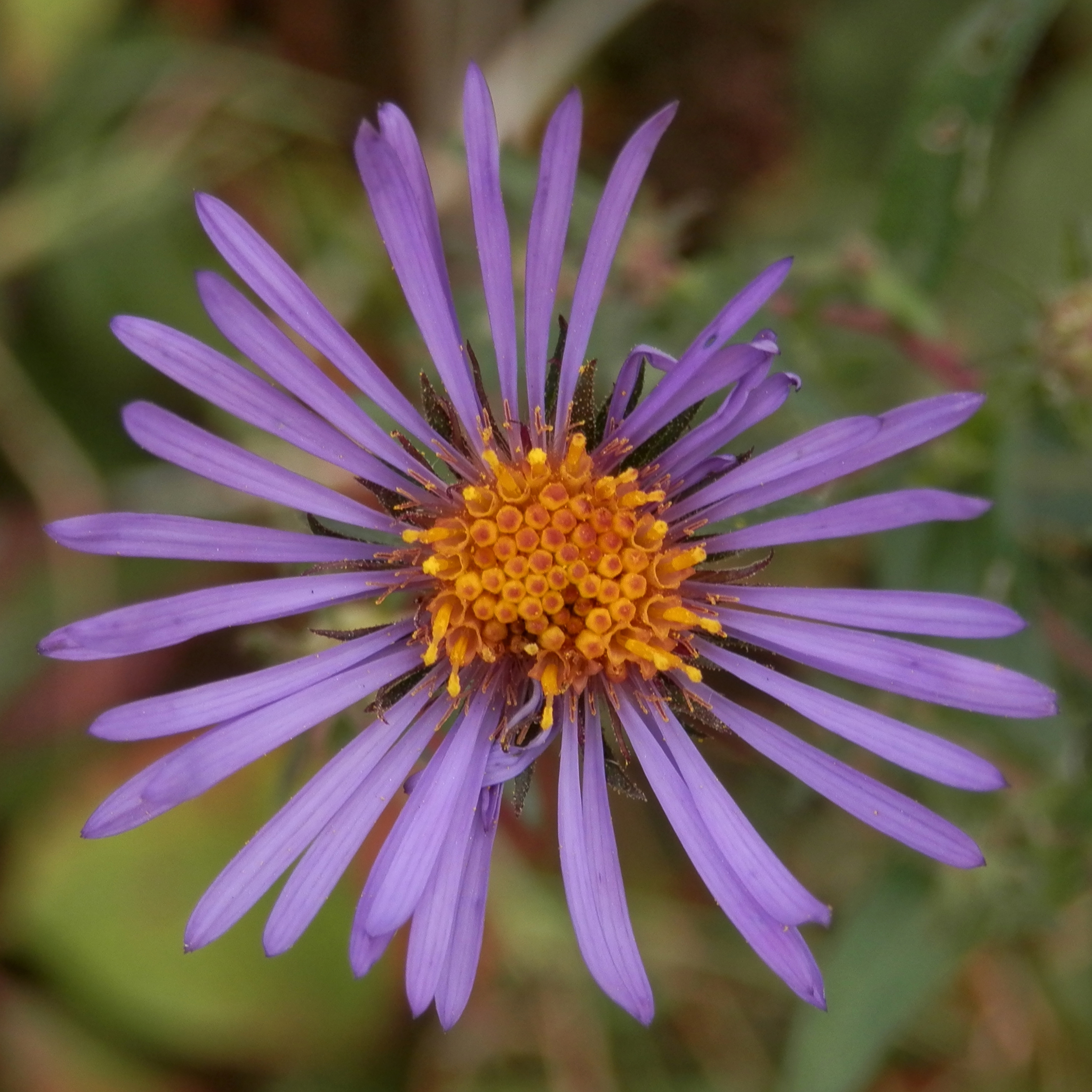
Bloem met open buisbloemen
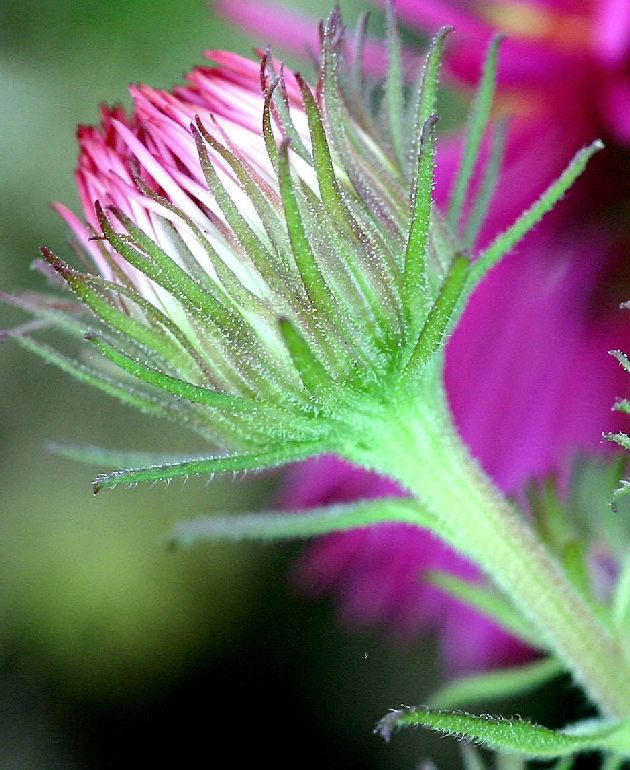
Omwindsel
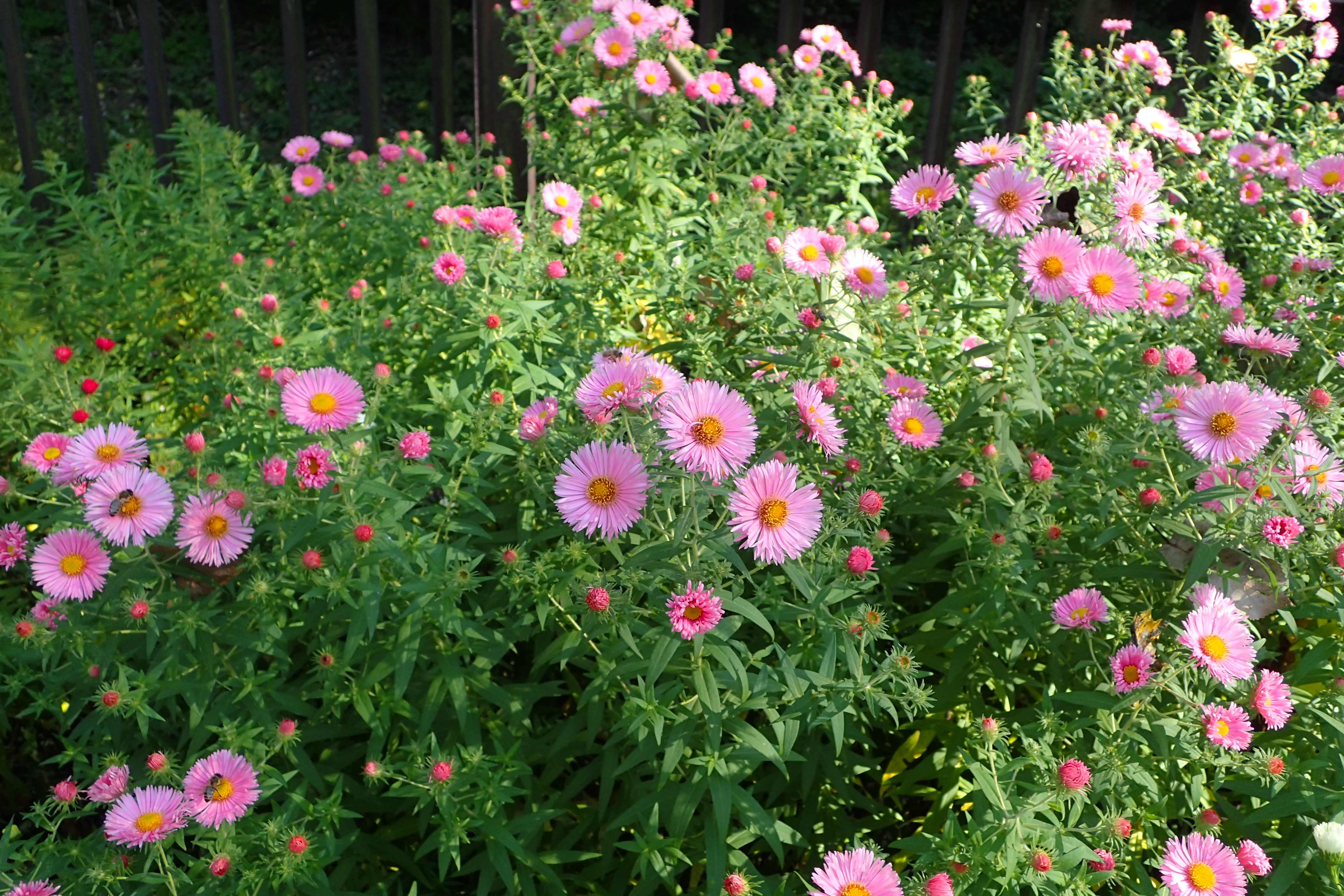
'Harrington's Pink'